# 村上光照
村上 光照（むらかみ こうしょう、1937年 - 2023年）は、日本の禅僧、物理学者。

## 学歴
名古屋大学理学部卒、京都大学大学院中退。

## 履歴
父親は太平洋戦争で戦死し、母子家庭で育つ。名古屋大学理学部に進学し素粒子物理学を学ぶ。大学では登山部に入り山登りに熱中する。大学2年時に座禅に出会い禅語録の『碧巌録』に興味を惹かれる。その後京都大学大学院に進学し湯川秀樹の薫陶を受ける。研究者として将来を嘱望されるも禅僧になることを決意し、同大学院を中退し科学者としての道を自ら閉ざす。母親の強い反対を受けるなか澤木興道師に弟子入りし修行の生活に入る。2022年現在、寺を持たず雲水として托鉢を行うことで糊口をしのぎながら各地で座禅指導を行っている。
1995年にドイツから招待されたのが切っ掛けとなり以後、毎夏1 .2カ月間、澤木老師流の摂心会を各地で開催している。

## 著作
- 在家仏教協会編2012『掌を合わせて生きる : 「在家佛教」1989～2007掲載対談集創立60周年』在家仏教協会
- 共著「増補版 禅――ルーツ・現在・未来・世界」 (別冊『サンガジャパン』Vol.5) 2019/2/25
- 共著『サンガジャパン』 Vol.12(2013Winter) 2012/12/23

## 資料
- 飛田利明2015『禅僧村上光照老師』福太郎書店

## TV出演
- NHK「こころの時代」『NHK教育テレビ』1999-12-11

## 内部リンク
- 土井義尚 - 防衛大卒の元陸将で、退官後カンボジアで地雷除去を指揮した異色の禅僧